# Galsterberg
Galsterberg est une station de ski de taille moyenne, située près de Pruggern dans l'ouest du Land de Styrie en Autriche.
Galsterberg est membre du réseau de stations Espace Salzburg Amadé Sport World.